# Država Kachin
Država Kachin (Jingphaw Mungdan), je najsjevernija država Mjanmara. Graniči s Kinom na sjeveru i istoku; Državom Shan na jugu i Odjelom Sagaing i Indijom na zapadu. Smještena je između 23° 27' i 28° 25' sjeverne zemljopisne širine te između 96° 0' i 98° 44' istočne zemljopisne dužune. Površina Države Kachin iznosi 88.010 kvadratnih kilometara. Glavni grad države je Myitkyina. Drugi po važnosti je grad je Bhamo, a važni gradovi su Mohnjin, Putao, Shumpanbum, Mogaun.
U Državi Kachin se nalazi mjanmarska najviša planina, Hkakabo Razi, s 5.889 metara visine, koja tvori južni rub Himalaje, te najveće mjanmarsko jezero, Inagwgyi.

## Stanovništvo
Većina od 1,4 milijuna stanovnika države su Kačini, također poznati kao Jinghpaw, a u državi službeno postoji još 13 etničkih skupina, uključujući Bamare, Rawang, Lisu, Zaiwa, Maru, Yaywin, Lawngwaw, Lachyit i Shane. Preko jednog vijeka nije bilo popisa stanovništva. Službene vladine statistike tvrde da je 57,8% stanovnika budističke, a 36,4% kršćanske vjere. Kačinski jezik je lingua franca države, te se koristi pismo temeljeno na latinici. [neaktivna poveznica]

## Ekonomija
Gospodarstvo Države Kachin se temelji na poljoprivredi. Glavni proizvodi su riža i šećerna trska. Minearlni proizvodi uključuju zlato i žad. 

## Povijest
Država Kachin je stvorena 1948. kao dio Burmanske Unije temeljem Sporazuma u Paglongu, a Kačini su, za razliku Shana i China, njime i svojom državom uglavnom bili zadovoljni sve do 1962. i vojnog udara kojim je van snage stavljen burmanski ustav. Tada je stvoren kačinski pokret za nezavisnost na čelu s Kačinskom organizacijom za nezavisnost (KIO) i njenim vojnim krilom Kačinskom vojskom za nezavisnost (KIA).
KIO i KIA su relativno lako osvojili veliki dio Države, a vlast Burme je bila ograničena na glavni grad i željeznički koridor. Kačin je de facto nezavisnost održavao trgovanjem žadom, kao i krijumčarenjem narkotika.
Godine 1994. je velika burmanska ofenziva osvojila strateški važne rudnike žada, te tako prisilila KIO da sjedne za pregovarački stol i formalno prizna burmanski suverenitet. KIA je, zauzvrat, priznata kao dio burmanskih oružanih snaga, a političari iz KIO-a dobili funkcije u lokalnim i nacionalnim organima vlasti. Dio pripadnika KIO i KIA, nezadovoljan sporazumom, se izdvojio i nastavlja, uglavnom simboličku, gerilsku aktivnost.

## Vanjske poveznice
- Kachin National Organization
- The Kachin Post
- Kachin Radio
- News in Jingphaw and Burmese